# Aderus diversicornis
Aderus diversicornis é uma espécie de inseto besouro da família Aderidae. Foi descrita cientificamente por Maurice Pic em 1905.

## Distribuição geográfica
Habita a província de Cuazulo-Natal.